# نيكولا دوراند
نيكولا دوراند (بالفرنسية: Nicolas Durand)‏ (و. 1982  م) هو لاعب اتحاد الرغبي، من فرنسا، ولد في تولوز، يلعب كسكروم وسط ‏.

## روابط خارجية
- نيكولا دوراند عل موقع إسبنسكروم (الإنجليزية)
- نيكولا دوراند على موقع ItsRugby.co.uk (الإنجليزية)